# ムースニー空港
ムースニー空港（ムースニーくうこう、英語: Moosonee Airport、(IATA: YMO, ICAO: CYMO)）は、カナダ、オンタリオ州ムースニーの市街地北東2海里 (3.7 km; 2.3 mi)に位置する空港。
ムースニー空港は、1970年5月に正式に開港し、1991年7月には新しいターミナル施設が建設され、その建物内には、空港管理事務所や、洗面所などが設けられた。その他にもいくつかの小さな建物があり、格納庫もある。それ以外の施設はこの空港には設けられていない。
この空港は、プロペラ機ないしターボプロップ機にしか対応していないが、ヘリコプターについては、ターミナルの建物の脇に設けられた2か所のヘリパッドで対応している。

## 航空会社と就航地
| 航空会社             | 就航地                                                                           |
| -------------------- | -------------------------------------------------------------------------------- |
| クリーベック航空     | アタワーピスカット、フォート・オルバニー、カシェチェワン、ピーワナク、ティミンス |
| ノース・スター・エア | アタワーピスカット、フォート・オルバニー、カシェチェワン                         |
| サンダー航空         | アタワーピスカット、フォート・オルバニー、カシェチェワン、ピーワナク、ティミンス |

## テナント
- オーンジ（英語版）（旧オンタリオ航空救急会社、Ontario Air Ambulance Corporation）の委託を受けている、CHCヘリコプター（英語版）とワブスカ航空 (Wabusk Air)[6]。